# Músculo corrugador superciliar
El músculo superciliar (Corrugator supercili) es un músculo de la cara que se encuentra en la parte interna del arco superciliar, debajo del orbicular de los párpados, con cuyas fibras se entrecruza.
Se inserta, por dentro, en la porción interna del arco superciliar; por fuera, en la cara profunda de la piel de las cejas. Este músculo es inervado por el nervio facial.